# ريي سويغارا
ريي سويغارا (末柄里恵 سويغارا ريي) هي مؤدية أصوات يابانية ولدت في 8 يناير 1990 في محافظة كاناغاوا.

## أدوارها في الأنمي

### مسلسلات أنمي تلفزيونية
- ديابوليك لافرز - يوي كوموري
- ديابوليك لافرز MORE BLOOD - يوي كوموري
- برج الحاكم - إندورسي جاهاد
- هاروكانا ريسيف - إميلي توماس
- دي جرايمان HALLOW - تيواكو
- ديفاين غيت - موردريد، والدة أكاني
- ملحمة مسيرة الموت إلى العالم الآخر - أورنا
- مجموعة جونجي إيتو - توميي
- إيسيكاي تشيت ماجيشان - شارلوت

## أدوارها في ألعاب الفيديو
- آيدولماستر ميليون لايف! - فوكا تويوكاوا

## أدوارها في الدبلجة اليابانية
- غرفة الحرب - دانييل جوردان
- عالم وينكس - فلورا